# Alameda de Osuna
Alameda de Osuna é um dos cinco bairros do distrito de Barajas, em Madrid, Espanha. O bairro tem 197,03 hectares.

## História

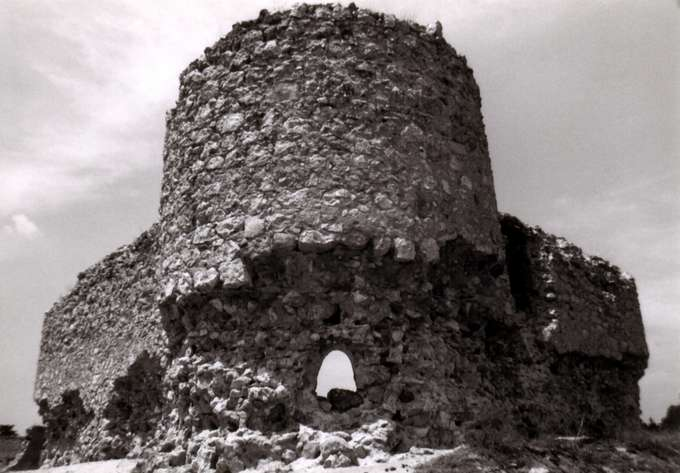
Castelo de Zapata

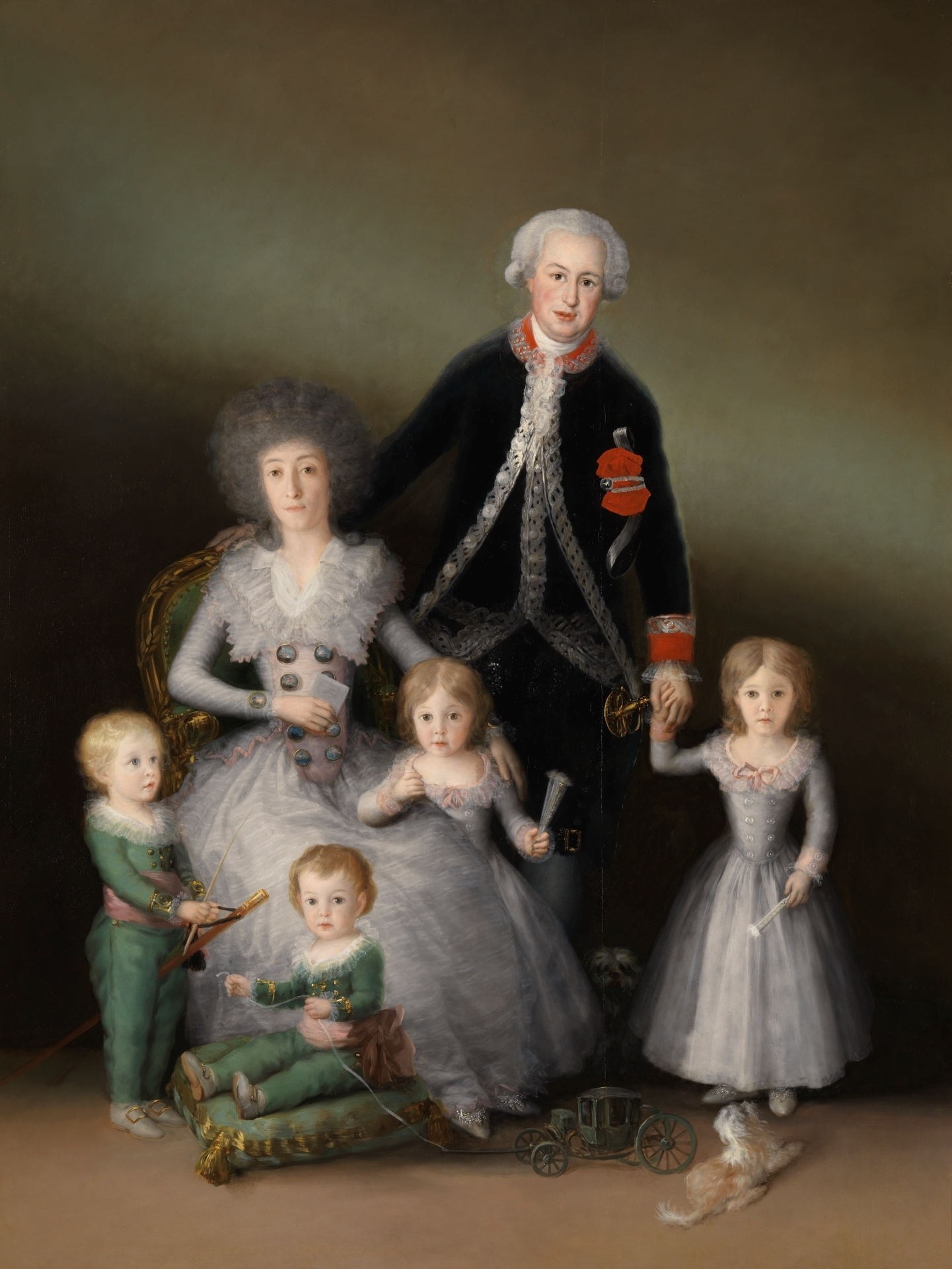
O duque ea duquesa de Osuna e seus filhos,por Francisco de Goya

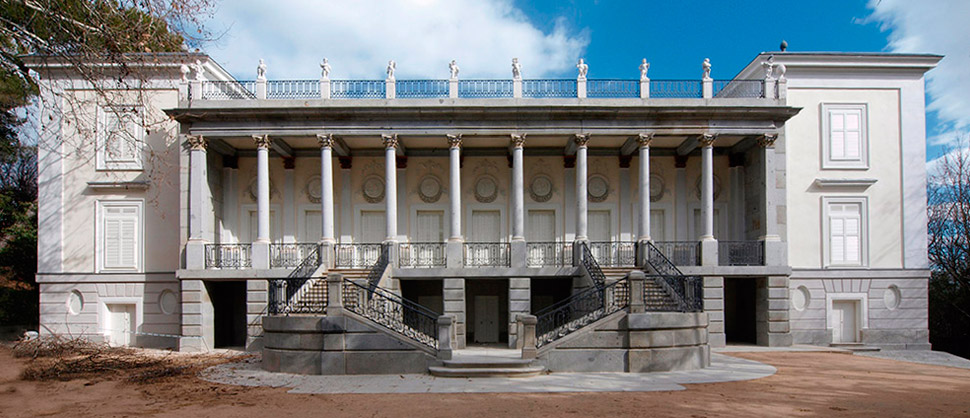
Palácio do Duque de Osuna

### Antiga e medieval
Se conhece um antigo povo con restos da Idade do Bronze, romanos e da época medieval. A origem da “La Alameda” está ligada à existencia do Castelo de Zapata, elevado sobre un pequeno promontório que daba visibilidade sobre una ampla zona, até o rio Jarama. Se estima que o povo de La Alameda era de umas 100 familias entre os séculos XV e XVI. Em 1579, a Villa de La Alameda tinha una igreja novamente reedificada, sob o título de Santa Catalina de Alejandría Virgen y Mártir, anexa à freguesia de San Pedro de Barajas.

## Estruturas urbanas

### Saúde
- Centro de Saúde Alameda de Osuna[2] no Calle Carabela, 14, pertencente ao INSALUD
- Consultorio Médico Alameda de Osuna, centro privado
- Centro de asistencia de Urgencias Avda. de Logroño 319  (bairro de Barajas)

### Esportivas

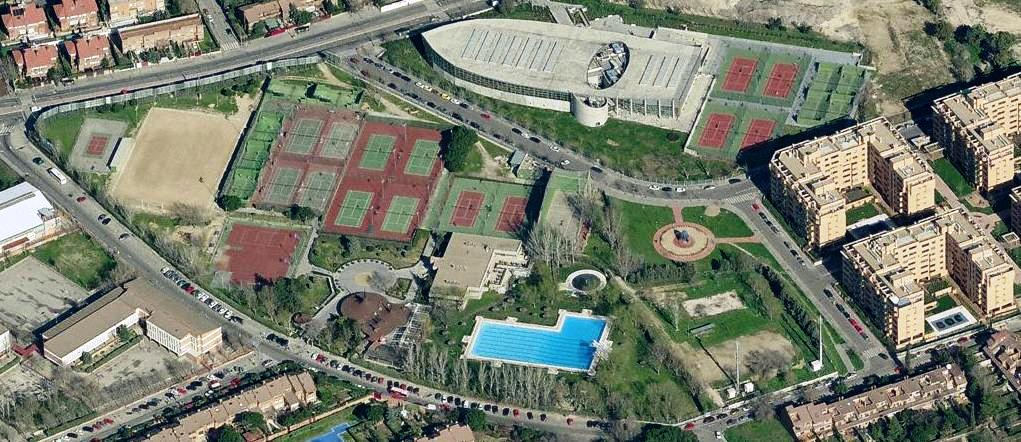
Club Deportivo Brezo Osuna e Polideportivo "El Barco"

- Club Deportivo Brezo Osuna,[3] en c/Los Brezos 1, de 41.246 m² (1974) com 10 quadras de tenis, 7 de pádel, 2 campos de futebol, una pista polideportiva, uma de patinação, 2 piscinas (uma olímpica), salões sociais, restaurantes e churrascos. Neste clube começou no tenis a medalhista olímpica espanhola Virginia Ruano Pascual.
- Club Alameda de Osuna, de 12.041 m², (1965) com 12 quadras de tenis, 3 de pádel, 2 piscinas, restaurante e salão social.
- Spacio Deportivo El Capricho[4](2009), sua instalação está junto ao Colegio Alameda de Osuna, tendo piscinas climatizadas, ginasio, saunas, etc.
- Centro Deportivo Municipal Barajas,[5] de 18.172 m², (1999) chamado popularmente “El Barco” por sua forma similar a de un buque (Avda de Logroño 70). Polideportivo polivalente coberto, 2 piscinas climatizadas, 4 quadras de tenis e 4 de padel.
- Pabellón Deportivo “Villa de Madrid”,[6] na rua Los Brezos 4, pista coberta polivalente. Sala de armas para esgrima.

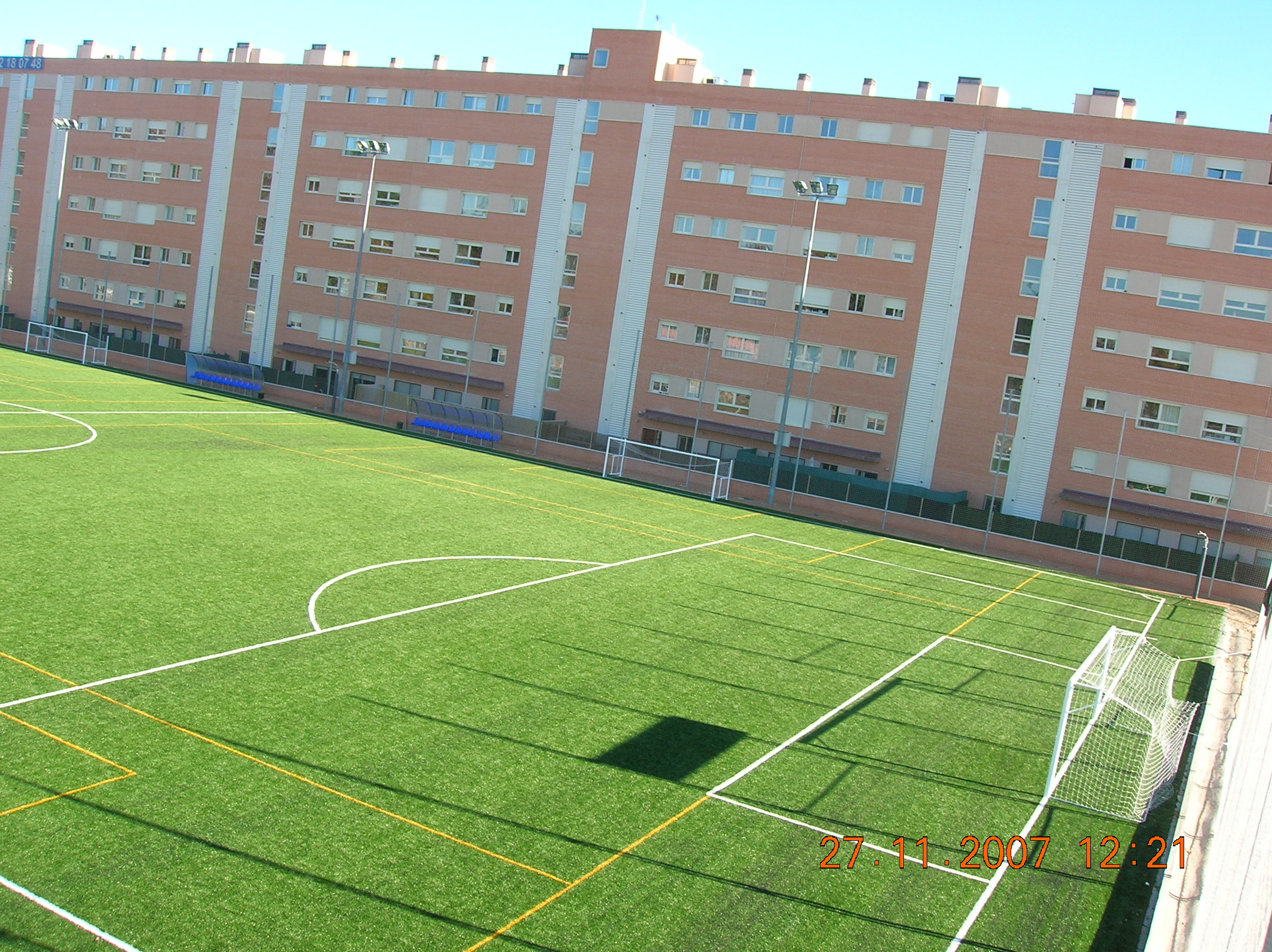
Instalação esportiva El Capricho

- Campo de futebol artificial “Instalación deportiva El Capricho” (2008), no Paseo Alameda de Osuna 40